# Controversie sull'eccidio di Porzûs
Le controversie sull'eccidio di Porzûs hanno causato un acceso dibattito giornalistico, politico e storiografico, intersecatosi fino agli anni 1950 con i processi ai quali furono sottoposti esecutori e presunti mandanti della strage. Gli eventi legati a Porzûs hanno acquisito un valore paradigmatico: per gli uni del tentativo di delegittimare la Resistenza italiana proiettando sull'intero movimento partigiano un episodio ritenuto marginale, per gli altri della natura totalitaria e antidemocratica del Partito Comunista Italiano e del carattere sostanzialmente antinazionale della sua politica.

## Anni 1950
Durante il lungo periodo delle vicende processuali, il PCI organizzò una campagna di stampa contro i reparti partigiani della Osoppo: in vari articoli de l'Unità furono rimarcate tutte le accuse di connivenza con fascisti e nazisti che erano state avanzate all'epoca dei fatti. Al contempo si stigmatizzò ancora una volta la figura della Turchetti, nuovamente descritta come «spia dei tedeschi, abbondantemente pagata». Fu respinta con sdegno l'infamante accusa di tradimento che aveva coinvolto in pratica tutti i vertici politico-militari del partito operanti in Friuli-Venezia Giulia nell'ultimo periodo bellico. Il PCI considerò tutto il processo una volgare montatura costituita da un castello di menzogne, da inserirsi nell'ampio filone processuale di natura reazionaria e neofascista di «messa sotto accusa» della Resistenza, operata dalle classi borghesi e capitaliste con ampi appoggi politici nel governo italiano, e segnatamente nella Democrazia Cristiana, vista come diretta prosecutrice del fascismo.
Il 25 aprile 1950, in occasione del quinto anniversario della liberazione, una delegazione di cinque parlamentari comunisti capeggiata da Luigi Longo e Gian Carlo Pajetta fece visita ai detenuti accusati dell'eccidio, arrestati poco prima su ordine degli inquirenti. Il 3 dicembre dello stesso anno il presidente nazionale dell'ANPI, il comunista Arrigo Boldrini, organizzò un convegno straordinario delle organizzazioni partigiane del Friuli, della Venezia Giulia e del Veneto, per stigmatizzare la «grave provocazione ordita contro la Resistenza friulana».
Alle due sentenze di Lucca e Firenze, la stampa comunista rimarcò il fatto che era stato escluso il reato di tradimento, scandalizzandosi per la riapertura del caso a seguito della sentenza della Cassazione. Della chiusura della storia processuale per intervenuta amnistia non fu data notizia. Per quindici anni sulla vicenda cadde il silenzio, rotto solo dalle annuali rievocazioni a cura dei reduci della Osoppo.

## Anni 1960
Nel 1964 lo storico comunista Mario Pacor – durante la Resistenza ufficiale di collegamento in Friuli fra i reparti garibaldini e il IX Korpus sloveno nonché direttore del giornale Il Nostro Avvenire, emanazione del IX Korpus stesso e in seguito organo ufficiale in lingua italiana del governo jugoslavo nei territori occupati della Venezia Giulia – ripeté in un suo saggio le stesse accuse apparse fra gli anni quaranta e cinquanta nei documenti e nella stampa comunista, incolpando gli osovani di connivenza con tedeschi e fascisti.
Lo stesso anno Roberto Battaglia – storico iscritto al PCI, già comandante partigiano – trattò rapidamente dell'eccidio nella seconda edizione della sua Storia della Resistenza italiana, la cui prima edizione del 1953 non conteneva alcun riferimento al massacro degli osovani. Nel volume l'evento è inquadrato nella situazione determinata dal passaggio della Garibaldi Natisone al IX Korpus, che, «imposto dalle circostanze, dopo che il terribile rastrellamento di novembre le ha lasciato solo questa via di scampo, attizza il dissidio slavo-italiano, su cui soffiano, con pieno compiacimento, i tedeschi. Si sta preparando in questa zona, che è la zona più delicata e vulnerabile d'Italia, uno degli episodi più dolorosi della Resistenza, il fatto di Porzus». Segue una nota a piè di pagina in cui l'autore fa proprie, definendole «fondamentali», alcune delle conclusioni della sentenza di primo grado emessa dalla corte d'assise di Lucca nel 1952, in cui si esclude il movente del sostegno garibaldino all'espansionismo jugoslavo e si attribuisce la responsabilità dell'eccidio all'odio politico divampato dall'anticomunismo di "Bolla", che si sarebbe scontrato con «l'animosa intolleranza di fanatici avversari». Battaglia non menziona la sentenza di secondo grado della corte d'assise d'appello di Firenze del 1954 (poi confermata dalla Corte di cassazione nel 1957), secondo la quale invece l'eccidio fu un atto tendente a porre una parte del territorio italiano sotto la sovranità jugoslava.
Nel 1965 l'ex commissario politico della Garibaldi Natisone Giovanni Padoan "Vanni" pubblicò Abbiamo lottato insieme. Partigiani italiani e sloveni al confine orientale, il primo di una serie di saggi dedicati alla resistenza garibaldina nel Friuli Orientale e nel Litorale sloveno viste dall'ottica particolare dell'ex combattente, già imputato nel processo per l'eccidio, assolto dalla corte d'assise di Lucca, condannato a 30 anni di reclusione in appello e in Cassazione, infine amnistiato nel 1959. Padoan revisionò le interpretazioni allora in voga nel PCI e presentate nella stampa di partito, riconoscendo la sostanziale fondatezza del verdetto di Lucca e rimarcando la responsabilità nella strage dei vertici del partito in Friuli. In occasione dell'uscita del film sull'eccidio nel 1997, Padoan ricordò che tale presa di posizione gli costò il «bando dal Pci per molto tempo e si arrivò al limite dell'espulsione». Nelle sue opere seguenti – segnatamente in Un'epopea partigiana alla frontiera tra due mondi – Padoan rivendicò il non coinvolgimento della Garibaldi Natisone nell'eccidio, individuando nel contempo come mandante il IX Korpus sloveno, per il tramite dei servizi segreti jugoslavi.
La tesi di Battaglia che rovescia sulla Osoppo gran parte della responsabilità dell'eccidio fu fatta in qualche modo propria da Giorgio Bocca, che nella sua Storia dell'Italia partigiana del 1966 descrisse "Bolla" come «uomo sbagliato nel luogo sbagliato» e «attesista afflitto da grafomania, il quale invece di difendere l'italianità del luogo sui campi di battaglia scrive in continuazione rapporti al C.L.N. di Udine sulle mene slavo-comuniste». Sul contesto in cui maturò la strage scrisse: «L'alleanza fra gli slavi e i garibaldini è un fatto reale, la politica internazionale impone al P.C.I. di sacrificare in parte gli interessi nazionali, volenti o nolenti i garibaldini devono piegarsi ad accettare una certa supremazia titina. Ma Porzus non deriva da un ordine titino, Porzus è una faccenda italiana». Inoltre definì l'ordine di arrestare il comandante osovano «ingiusto, proditorio, ma in quella situazione particolare lo si può anche capire; però non è ordine che si possa dare a un tipo violento e squilibrato come Giacca». Qualificò infine l'evento come «Pagina nera su cui la Resistenza unitaria non può che dare un severo giudizio di condanna. Così come condanna le fucilazioni di garibaldini eseguite dagli autonomi di Mauri».

## Anni 1970
Nel 1975 uscì il primo studio specificamente dedicato all'eccidio, Porzûs, due volti della Resistenza di Marco Cesselli, edito da una piccola casa editrice dell'area della sinistra e pubblicizzato anche sulle pagine de l'Unità, nel quale si espressero, sia pure con cautele, delle aperture verso una revisione della precedente interpretazione dell'eccidio e si misero in luce con chiarezza le responsabilità politiche dei massimi dirigenti del PCI friulano.
Paolo Spriano, nell'ultimo volume della sua molto ampia Storia del PCI, uscito quasi contemporaneamente allo studio di Cesselli, non parlò di Porzûs, pur riportando in estratto alcuni documenti che ne furono il prodromo.

## Anni 1980
Dopo il libro di Cesselli sulla vicenda di Porzûs cadde nuovamente l'oblio: per quasi tutto il corso degli anni ottanta la questione non suscitò quasi alcun interesse da parte degli storici accademici. Secondo la storica Elena Aga Rossi, all'inizio del decennio «il solo nominarla veniva considerato come un tentativo di screditare il movimento partigiano». Claudio Magris nel 1998 affermò che «fino a qualche anno fa ricordare Malga Porzus era quasi un atto clandestino. Uno dei tanti casi di rimozione storica». Lo stesso parere è stato espresso nel 2012 dagli storici Giovanni Belardelli, che ha definito l'eccidio «un vero e proprio tabù storiografico», e Paolo Simoncelli, che ha stigmatizzato l'«antica e inaccettabile omertà politico-ideologica» che aveva avvolto per decenni la vicenda.
Sulla scorta dell'impostazione di Battaglia, in quegli anni alcuni storici misero sullo stesso piano l'anticomunismo della Osoppo e la subordinazione dei comunisti alle tesi jugoslave, riconducendo quindi l'eccidio allo scontro tra due opposte forme di estremismo, esecrabili entrambe: tale è per esempio il caso di un saggio di Giampaolo Gallo edito dall'Istituto Friulano per la Storia del Movimento di Liberazione nel 1988. Un altro gruppo di autori concentrò la propria attenzione sulle responsabilità degli osovani in relazione ai loro contatti con la Decima Mas, che avrebbe quindi, se non giustificato, quanto meno reso comprensibile la reazione di Toffanin e i suoi: su tale aspetto insistettero per esempio Pierluigi Pallante (1980) e Pier Arrigo Carnier (1982).
Nel 1983, gli scrittori conservatori Indro Montanelli e Mario Cervi scrissero brevemente di Porzûs in L'Italia della guerra civile, inquadrando i fatti in un contesto «dove Tito e i suoi emissari già annunciavano i più avidi propositi di annessione di territori italiani, e dove i garibaldini, diversamente dagli altri partigiani italiani, erano disposti in nome dell'ideologia ad accettare questa "mainmise" straniera». I due autori contestarono la tesi di Giorgio Bocca, secondo loro ripresa «acriticamente» dalla «pubblicistica comunista», negando che "Bolla" fosse un attesista e descrivendolo invece come «un deciso anticomunista, preoccupato dall'espansionismo titino: il che gli era valso l'odio dei garibaldini della brigata Natisone, i quali operavano agli ordini del IX Corpus sloveno». Quindi, per Montanelli e Cervi, l'eccidio «attestò nel sangue che, sul confine, i comunisti stavano "dall'altra parte"».
Sempre nel 1983, il filmmaker veneziano Enrico Mengotti realizzò un documentario sull'eccidio intitolato Porzûs: due volti della Resistenza, dal nome del libro di Cesselli che fu tra gli storici interpellati, diviso in due versioni: una raccolta di testimonianze e un film riepilogativo degli eventi. Nessuno accettò di distribuire il video poiché – come dichiarato anni dopo dallo stesso Mengotti – all'epoca i tempi «non erano ancora maturi per osare tanto».

## Anni 1990

### Dal 1990 al 1995
La questione tornò prepotentemente all'attenzione dell'opinione pubblica nel 1990: a maggio di quell'anno, per la prima volta, due esponenti locali del PCI salirono alle malghe di Topli Uork per rendere omaggio ai partigiani della Osoppo: a quell'epoca la tesi espressa fu quella del «tragico errore» nel quale erano caduti i partigiani comunisti. Si levarono varie proteste nel partito, ritenendo quella visita un grave passo falso, e fra i reduci partigiani comunisti e quelli della Osoppo si aprì nuovamente un'aspra polemica, con accuse e controaccuse.
Intervenne su l'Unità come vicepresidente dell'Istituto Friulano per la Storia del Movimento di Liberazione lo stesso Mario Lizzero "Andrea", che da commissario politico delle Brigate Garibaldi in Friuli già a ridosso dell'eccidio aveva chiesto la condanna a morte per Toffanin e i suoi, ribadendo il suo punto di vista: «Dopo tanti anni si dice parli chi sa, si dica quel che c'è da dire, come se non si sapesse che sui fatti di Porzûs ci sono stati tre processi (…). [Si è trattato] di un orrendo crimine senza alcuna possibile giustificazione».
Sulla discussione s'innestò in diretta continuità temporale un articolo del senatore comunista ed ex partigiano Otello Montanari dal titolo «Rigore sugli atti di "Eros" e Nizzoli», ma immediatamente ribattezzato «Chi sa parli», pubblicato sul Resto del Carlino il 29 agosto 1990. L'articolo era dedicato agli omicidi partigiani nel cosiddetto triangolo della morte e alla cosiddetta «doppiezza» del PCI, e causò un'enorme polemica e un profluvio di interventi, oltre all'allontanamento del Montanari dai ruoli pubblici affidatigli dal PCI e alla sua emarginazione nel partito. Nel solco del dibattito aperto da Montanari, il massacro di Porzûs venne identificato – alle volte dagli stessi esponenti comunisti, quali Antonello Trombadori  – come uno degli «scheletri nell'armadio» del PCI.
Nel 1991 Claudio Pavone pubblicò Una guerra civile. Saggio storico sulla moralità nella Resistenza, un ampio studio in cui – benché vi siano parecchie pagine dedicate all'uso della violenza nel periodo resistenziale – l'eccidio di Porzûs viene rapidamente descritto senza commenti in una nota a piè di pagina, riferita a un periodo in cui si parla dello sfoggio di stelle e fazzoletti rossi da parte dei gappisti di Toffanin.
Lizzero morì a Udine l'11 dicembre 1994; in un suo libro autobiografico postumo, sulla vicenda si legge:
(Mario Lizzero)

#### Porzûs e Gladio: la visita privata di Cossiga alle malghe
All'epoca della pubblicazione del citato libro di Lizzero la polemica sull'eccidio di Porzûs e più generalmente sul ruolo delle Brigate Osoppo era già nuovamente esplosa due volte: una prima a partire dal 1990, a causa della rivelazione pubblica dell'esistenza di Gladio, un'organizzazione paramilitare segreta sorta in ambito NATO per contrastare un eventuale attacco delle forze del Patto di Varsavia ai paesi dell'Europa occidentale, alla quale aderì un numero tuttora imprecisato – presumibilmente dell'ordine di alcune centinaia – di ex partigiani della Osoppo. La polemica raggiunse l'acme quando il Presidente della Repubblica Francesco Cossiga, nel corso di una visita in Friuli fra il 7 e il 9 febbraio del 1992, incontrò pubblicamente un gruppo di appartenenti a Gladio, accusando i partigiani comunisti di aver combattuto anche per l'instaurazione di una dittatura e contro gli interessi nazionali dell'Italia. Riguardo all'eccidio Cossiga dichiarò:
(Francesco Cossiga)
Negli stessi giorni Cossiga annullò una visita ufficiale a Porzûs, dichiarando di voler evitare accuse da parte del PDS, erede del PCI, di strumentalizzazione dell'eccidio e di ingerenze nella campagna elettorale in corso per le vicine elezioni politiche. La rinuncia alla visita istituzionale suscitò il malcontento dell'associazione dei reduci della Osoppo, la cui presidente Paola Del Din (già partigiana osovana con il nome di battaglia "Renata"), oltre a criticare la decisione del capo dello Stato, accusò «gli ex comunisti» di aver interferito per impedire la commemorazione ufficiale. La stampa individuò invece l'artefice dell'annullamento della visita presidenziale nel capo del governo Giulio Andreotti. Il 16 febbraio successivo Cossiga si recò infine a Porzûs in veste personale, risultando così il primo capo di Stato italiano ad aver visitato – sia pur privatamente – le malghe di Topli Uork.

### Dal 1995 alla fine del decennio
La seconda volta in cui si assistette a un nuovo rinfocolarsi di polemiche sull'eccidio di Porzûs fu nell'ambito di un più ampio dibattito sulla revisione storiografica degli anni del fascismo e della Resistenza, rivitalizzato quando il Movimento Sociale Italiano, nato esplicitamente come erede politico del fascismo, andò al governo in Italia nel 1994. Il tema principale del dibattito rimase lo stesso degli anni cinquanta: i mandanti dell'eccidio e il ruolo del PCI, visto però nell'ottica più ampia dei massacri delle foibe, dell'esodo giuliano-dalmata successivo alla seconda guerra mondiale e della perdita di gran parte della Venezia Giulia a seguito del trattato di pace del 1947. Il rinnovato interesse per tali tematiche, alcune delle quali quasi mai trattate in precedenza dalla storiografia accademica, si accompagnò a varie polemiche storico-politiche, riprese e ancor più ingigantite da una serie di articoli di stampa. Furono pubblicati diversi saggi che a loro volta causarono ulteriori polemiche, anche a causa della nascita e dello sviluppo di svariate ipotesi – le più diverse – sui mandanti effettivi della spedizione gappista.
Nel 1997, lo scrittore Carlo Sgorlon pubblicò una ricostruzione romanzata dell'eccidio di Porzûs nel suo libro La malga di Sîr. Successivamente all'uscita, vi fu un botta e risposta fra Corriere della Sera e l'Unità a proposito del ruolo di Togliatti nella vicenda così come veniva ipotizzato a seguito della lettura di un volantino coevo all'eccidio, posseduto da Sgorlon stesso.
Sempre nel 1997 venne pubblicato un saggio di Elena Aga Rossi e Victor Zaslavsky dal titolo Togliatti e Stalin, che basandosi per la prima volta sui documenti degli archivi sovietici rivoluzionò alcune teorie storiografiche precedentemente formulate sul rapporto fra il PCI e il PCUS. Nell'ambito di questo testo venne affrontata anche la questione dell'eccidio di Porzûs, inquadrata nel contesto di una linea politica seguita dal PCI in appoggio all'esercito partigiano jugoslavo e alle sue pretese annessionistiche sulla Venezia Giulia e su parte del Friuli, varie volte discussa con i rappresentanti sovietici. Elena Aga Rossi approfondirà poi il tema in alcune interviste e in successivi saggi.
Tra gli articoli di stampa dedicati alle vicende dell'eccidio, nel settembre 1997 sul settimanale L'Espresso ne fu pubblicato uno dal titolo Troppa grazia, San Pertini, a firma di Antonio Padellaro, che pose degli interrogativi sulla grazia concessa nel luglio 1978 a Toffanin, latitante in Slovenia, dal neoeletto presidente della Repubblica Sandro Pertini, ipotizzando che il provvedimento fosse stato emanato come atto di riconoscenza del capo dello Stato verso il PCI per il sostegno dato alla sua candidatura.

#### Il film sull'eccidio
Ulteriori polemiche sorsero alla notizia che alla 54ª Mostra del Cinema di Venezia del 1997 sarebbe stato presentato Porzûs, film sull'eccidio diretto da Renzo Martinelli. L'allora Ministro dei beni e delle attività culturali Walter Veltroni dichiarò di aver ricevuto pressioni per bloccarne l'uscita o perlomeno la partecipazione alla Mostra.
Le polemiche si trasformarono in critiche in seguito alla visione del film (la cui proiezione a Venezia fu accolta con reazioni miste tra l'indifferenza e l'entusiasmo), da alcuni ritenuto «una spettacolarizzazione urlata, qua e là addirittura volgare» di bassa obiettività storica. Il presidente dell'ANPI – Federico Vincenti – chiese ufficialmente che il film non venisse proiettato nelle scuole italiane.
Delo, il più importante quotidiano sloveno, accusò gli «ex comunisti in Italia» (PDS) di utilizzare un film sul «più celebre falso storico organizzato dai servizi segreti italiani» per condurre una «guerra di propaganda» contro Slovenia e Croazia al fine di porre «i due paesi sotto l'influenza dell'Italia».

#### Il messaggio di Luciano Violante
Il primo ex iscritto al PCI con alti incarichi istituzionali a inviare un messaggio augurale in occasione di una delle annuali celebrazioni di ricordo dell'eccidio di Porzûs fu l'allora presidente della Camera dei deputati Luciano Violante. Il 7 febbraio 1998 questi inviò un messaggio al sindaco di Faedis nel quale, pur rimarcando che non dovesse essere «confuso con la storia dell'intera Resistenza» l'eccidio fu stigmatizzato come «episodio di grave irresponsabilità militare e politica», la cui memoria «non deve essere velata da alcuna coltre sulle responsabilità e sulle verità». L'intervento di Violante si situava all'interno di un suo più ampio e variegato percorso – intrapreso nel 1996 dopo l'elezione alla terza carica dello Stato – di rilettura delle vicende del periodo resistenziale, dei massacri delle foibe e dell'approccio del PCI verso tali eventi, che all'epoca non mancò di creare vaste polemiche politico-giornalistiche, per esempio a opera di ex partigiani come Giorgio Bocca.

## Anni 2000
Ormai legittimato come argomento di studio, anche nel nuovo secolo l'eccidio di Porzûs non è scevro di interpretazioni difformi anche all'interno delle stesse opere storiografiche, riproponendo di quando in quando alcuni tipici approcci degli anni precedenti: è il caso per esempio del Dizionario della Resistenza curato da Enzo Collotti, Frediano Sessi e Renato Sandri, all'interno del quale, a fronte di un esaustivo lemma sull'eccidio curato da Galliano Fogar, si può leggere la voce sulla Osoppo curata da Marco Puppini, secondo cui il 7 febbraio del 1945 «l'intero comando della I brigata Osoppo è arrestato da uomini dei GAP a Porzûs» senza indicarne poi la sorte. Tale omissione fu all'epoca criticata da Giovanni Belardelli dalle pagine del Corriere.
Alberto Buvoli, direttore dell'Istituto Friulano per la Storia del Movimento di Liberazione, nell'introduzione a un'ampia raccolta di documenti commentati sulle formazioni Osoppo apparsa nel 2003, riprese invece il tema delle presunte responsabilità degli osovani per i contatti con le formazioni fasciste.
L'attuale panorama storiografico fa quindi ancora ritenere ad alcuni che «Nonostante decenni di polemiche e ricerche, non è comunque tuttora disponibile un'esauriente ricostruzione che inquadri l'episodio nel suo contesto, analizzando l'eccidio in relazione al tema più generale non solo dei rapporti interni alla Resistenza italiana e della politica del PCI, ma anche delle relazioni tra le altre forze in campo, i comunisti sloveni e la X Mas».
Questi anni videro inoltre una serie di tentativi di riconciliazione. Durante il primo incontro (23 agosto 2001) Giovanni Padoan "Vanni", ex commissario politico della Divisione Garibaldi Natisone, lesse una dichiarazione di scuse con la quale riconobbe le proprie responsabilità e quelle della dirigenza del PCI friulano dell'epoca, per poi abbracciare in segno di pacificazione il sacerdote don Redento Bello "Candido", ex cappellano militare della Osoppo. Tuttavia, l'Associazione Partigiani Osoppo (APO), nella persona del presidente del consiglio direttivo Federico Tacoli, prese le distanze dalla manifestazione, attribuendola all'«iniziativa personale dei singoli protagonisti» e indicando nei familiari delle vittime «i soli legittimati» a concedere il perdono. Il secondo incontro (9 febbraio 2003), sempre organizzato da Padoan e don Bello, coinvolse anche i vertici dell'APO e una serie di politici locali e nazionali, ma i rapporti fra reduci osovani e garibaldini non si rasserenarono completamente.
In occasione delle celebrazioni del 2004 fu organizzata una manifestazione dal titolo «Porzus, memoria di guerra – sentiero di pace», a cui insieme a Padoan e don Bello partecipò Luciano Violante, allora capogruppo dei Democratici di Sinistra alla Camera, il quale affermò che il silenzio su alcuni fatti della Resistenza «conveniva a certe classi dirigenti sovietiche e pure a certe classi dirigenti della sinistra». Il presidente dell'APO Federico Tacoli rifiutò di partecipare.
Nel 2008, destò numerose proteste da parte di soci e dirigenti dell'ANPI la scelta della redazione di Patria Indipendente, rivista mensile ufficiale dell'associazione, di pubblicare – all'interno del numero di aprile dedicato alla festa della liberazione – la prima relazione sull'eccidio stilata il 25 febbraio 1945 dagli osovani, affiancata da una scheda introduttiva intitolata Quando a Porzus ammazzarono "quei porci dei badogliani", in cui le cause immediate dell'eccidio sono individuate nel fatto che «I partigiani comunisti, da tempo, erano entrati in contatto con i combattenti del maresciallo Tito e avevano, in pratica, accettato di passare sotto i loro comandi militari. "Bolla" e i suoi uomini, invece, chiedevano che l'integrità del territorio italiano fosse rispettata e volevano che i partigiani italiani avessero propri comandi e autonomi poteri decisionali».

## Anni 2010

### La visita di Napolitano a Faedis nel 2012
Il 29 maggio 2012 si sarebbe dovuta tenere la prima visita ufficiale di un presidente della Repubblica italiana alle malghe di Topli Uork: il Capo dello Stato in seguito non si è recato fino al luogo ove iniziò l'eccidio ma nel vicino comune di Faedis, dove ha scoperto una targa in memoria dei trucidati. Nel suo discorso, Napolitano ha definito l'eccidio di Porzûs «tra le più pesanti ombre che siano gravate sulla gloriosa epopea della Resistenza» individuandone le radici in un «torbido groviglio [di] feroci ideologismi di una parte, con calcoli e pretese di dominio di una potenza straniera a danno dell'Italia, in una zona martoriata come quella del confine orientale del nostro Paese». La visita venne preceduta da una lettera aperta di Alessandra Kersevan – in cui si sosteneva che fosse necessaria una commissione d'inchiesta sulle cause dell'eccidio – che fu fatta propria da alcune sezioni dell'ANPI. Nonostante l'invito di Napolitano alla riconciliazione fra le diverse anime della Resistenza italiana, i contrasti fra ANPI e APO non furono superati: quest'ultima chiese all'ANPI di sottoscrivere il documento di assunzione di responsabilità e di scuse presentato ufficialmente nel 2001 da Giovanni Padoan, mentre la prima chiese che fosse l'APO a fare un primo passo.

### Il disgelo fra APO e ANPI
Nel 2009 un rappresentante dell'ANPI, a titolo personale, partecipò alla cerimonia alle malghe. A partire da quell'anno la presenza di soci dell'ANPI alle commemorazioni ufficiali dell'eccidio di Porzûs fu continua sia pure non ufficializzata. Nel 2017 - a 72 anni dall'eccidio - per la prima volta una delegazione ufficiale dell'ANPI venne invitata dall'APO e partecipò alla cerimonia di Canebola, alla presenza della presidente della giunta regionale del Friuli-Venezia Giulia, Debora Serracchiani.